# Aéroport de Memmingen
Pour les articles homonymes, voir FMM.
L'aéroport de Memmingen (code IATA : FMM • code OACI : EDJA) est un petit aéroport régional allemand situé près de la ville de Memmingen en Bavière.

## Utilisation militaire

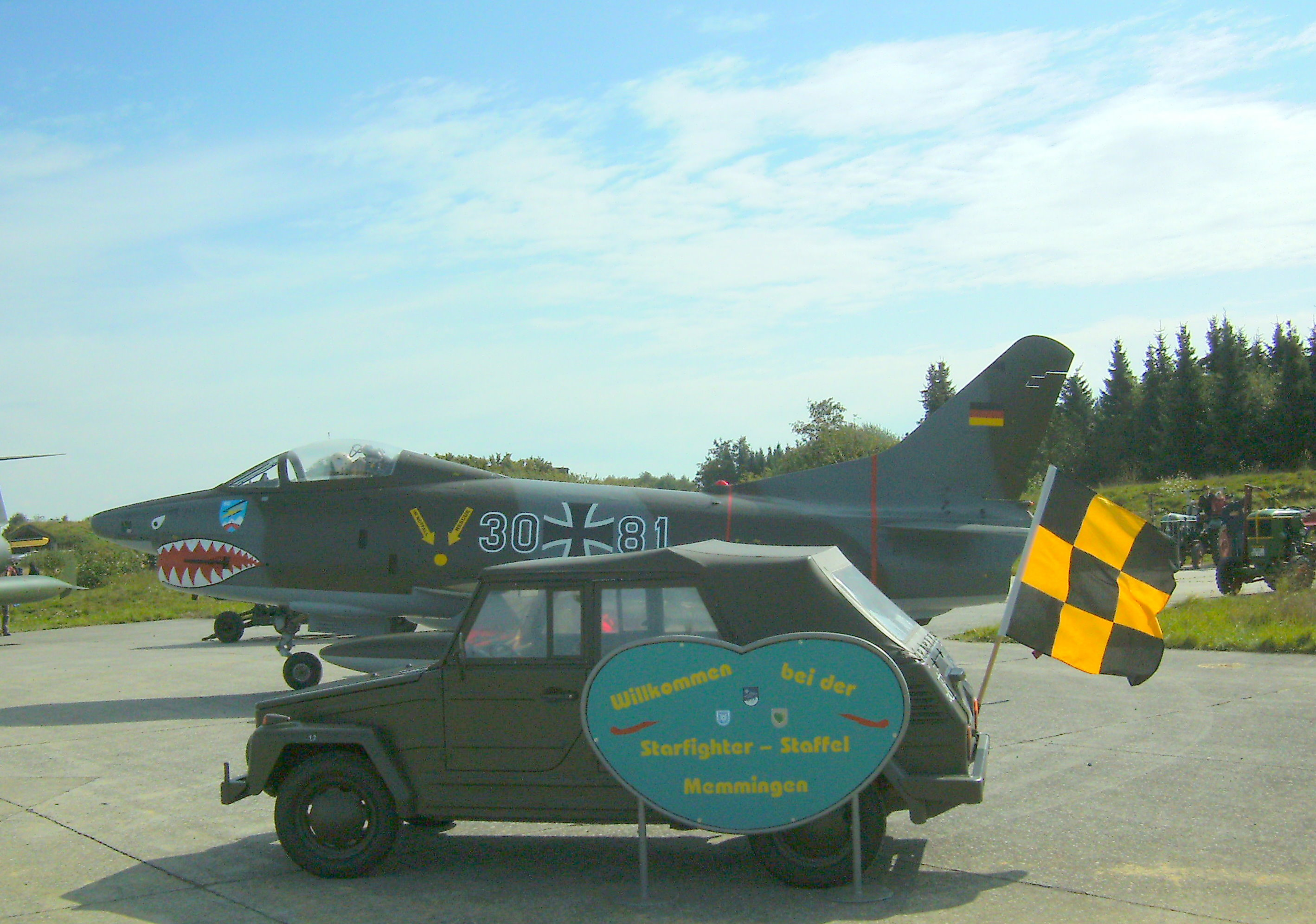
Meeting aérien à Memmingen en 2008

L'aéroport trouve ses origines dans la construction d'un aérodrome militaire à cet endroit en 1935 qui fut utilisé par la Luftwaffe pendant la Seconde Guerre mondiale.
Reconstruit après-guerre, il fut utilisé à partir de 1956 comme terrain d'entraînement par les forces américaines.
De 1959 à 2003, le JBG-34 de la Luftwaffe y est basé.

## Situation
| Berlin · Brandebourg EuroAirport Basel-Mulhouse-Freiburg Freiburg · City Brême Cassel Cologne · Bonn Dortmund Dresde Düsseldorf Erfurt Francfort-Hahn Francfort · sur-le-Main Friedrichshafen Hambourg Hanovre Heringsdorf Karlsruhe · Baden-Baden Leipzig Lübeck Memmingen Munich Münster · Osnabrück Nuremberg Paderborn · Lippstadt Rostock Sarrebruck Stuttgart Sylt Weeze Mannheim |

## Compagnies aériennes et destinations
| Compagnies        | Destinations |
| ----------------- | --- |
| Aegean Airlines   | En saison charter: Héraklion-N. Kazantzákis |
| Avanti Air        | En saison charter: Calvi Sainte-Catherine |
| Corendon Airlines | Hurghada En saison : Antalya |
| Eurowings         | En saison : Palma de Majorque |
| Ryanair           | - Abruzzes, - Alicante-Elche, - Banja Luka, - Cracovie-Jean-Paul II, - Dublin, - Faro, - Fuerteventura, - Lamezia Terme, - Londres-Stansted, - Malaga-Costa del Sol, - Palerme Falcone-Borsellino, - Paphos, - Porto-F. Sá-Carneiro, - Riga, - Rome Léonard-de-Vinci/Fiumicino, - Saint-Jacques-de-Compostelle, - Sofia-Vrajdebna, - Tel Aviv - Ben Gourion, - Thessalonique-Makedonía, - Tuzla, - Zagreb-Pleso En saison : - Alghero-Fertilia, - Amman-Reine-Alia, - Brindisi Papola/Casale, - Corfou-I. Kapodístrias, - Gérone-Costa Brava, - La Canée I.-Daskaloyánnis, - Lanzarote-Arrecife, - Las Palmas/Gran Canaria, - Malte, - Naples-Capodichino, - Pise-Galileo Galilei, - Ténériffe-Sud Reine Sofia, - Valence, - Zadar |
| Trade Air         | En saison charter : Priština |
| Wizz Air          | - Belgrade-Nikola-Tesla, - Bucarest-H. Coandă, - Catane-Fontanarossa, - Cluj-Napoca, - Koutaïssi-David-IV, - Iași, - Niš Constantin-le-Grand, - Ohrid-Saint-Paul-l'Apôtre, - Plovdiv-Kroumovo, - Podgorica, - Priština, - Rome Léonard-de-Vinci/Fiumicino, - Sibiu, - Skopje, - Sofia-Vrajdebna, - Suceava, - Târgu Mureș, - Timişoara-T. Vuia, - Tirana, - Tuzla, - Varna En saison: Kukës |

Édité le 16/01/2020  Actualisé le 21/03/2023